# Angelo Antonio Frari
Angelo Antonio Frari (in croato viene utilizzata anche la forma Anđeo Antun Frari; Sebenico, 1780 – Venezia, 1865) è stato un medico ed epidemiologo italiano, rinomato per i suoi studi di carattere epidemiologico.
Fu uno dei membri di una famiglia di famosi medici della città di Sebenico.

## Vita
Figlio di Giuseppe Frari, medico nato a Treviso ed in seguito trasferitosi a Sebenico per assumervi la carica di primario (capo dei medici municipali), si laureò in medicina all'Università degli Studi di Padova nel 1801, perfezionandosi poi a Vienna come allievo del famoso Johan Peter Frank (1745-1821), precursore dell'idea dell'igiene come scienza.
Interessandosi di epidemiologia, divenne medico municipale a Spalato e nel periodo del governo francese della Dalmazia (1806-1813) fu a capo del lazzaretto cittadino: una carica che riacquisterà in seguito, mantenendola fino al 1821.
In quel periodo acquisì una notevole fama per le sue teorie sull'igiene pubblica e sull'utilizzo della quarantena come metodo per la prevenzione delle epidemie. Scioccato dalle misere condizioni igieniche dalla Dalmazia, profuse molte energie per il loro miglioramento, rendendo varie volte edotto il governatore pro tempore della regione - Vincenzo Dandolo - delle precarie condizioni di Spalato e delle campagne circostanti. Fu grazie allo sforzo di Frari che il governo del Dandolo emanò un complesso di disposizioni legislative sulla sanità locale, accompagnate dalle "Istruzioni sui lazzaretti" (1812), composte quasi completamente dal Frari stesso.
In questi anni, Frari fu attivamente impegnato a combattere epidemie di peste a Spalato, Macarsca e in svariate regioni del Montenegro e dell'Albania. Nel 1815 venne colpito dal morbo, ma si curò da solo incidendo i bubboni e trattandoli con olio ed aromi.

## Dalla Dalmazia a Venezia
Sostenitore delle idee rivoluzionarie francesi, Frari nel 1821 lasciò Spalato per Zara, dalla quale nel 1822 si spostò a Verona e nel 1825 a Venezia, dove lavorò come epidemiologo e scrittore di vari saggi scientifici. Assunse la carica di protomedicus (capo del servizio medico) a Venezia, divenendo in seguito presidente del Magistrato di Sanità Marittima della città (1830-1843). Nel 1835 passò un periodo in Egitto, come consulente per la cura di un'epidemia di peste.
Angelo Antonio Frari fu uno dei dalmati che parteciparono attivamente alla rivolta veneziana contro l'Impero Austroungarico nel 1848-1849, assumendo nuovamente l'incarico di presidente del Magistrato di Sanità Marittima su incarico del Governo Provvisorio della Repubblica Veneta (il relativo decreto di nomina - datato 27 aprile 1848 - venne firmato direttamente da Daniele Manin). Questa attività però non gli fu di nocumento per gli anni a venire, che lo videro ancora rispettato medico e scienziato a Venezia, socio del rinomato Ateneo Veneto e decorato dall'imperatore Francesco Giuseppe della "Medaglia d'oro di onore del merito civile per servizi prestati in circostanze di peste".
Lungo tutto il corso della sua vita, Angelo Antonio Frari coltivò sempre un forte rapporto di amicizia con lo scrittore e patriota Niccolò Tommaseo, di lui più giovane di oltre vent'anni. Tommaseo riservò al Frari svariati passi del suo Diario intimo, e utilizzando i risultati dei suoi studi una volta indirizzò una nota di protesta all'imperatore d'Austria, lamentando le gravi condizioni sanitarie della sua Dalmazia.
Angelo Antonio Frari morì a Venezia ultra ottuagenario, nel 1865.

## Opere principali
Frari pubblicò vari saggi scientifici, fra i quali in particolare vengono ricordati la "Storia della febbre epidemica che regnò a Spalato e luoghi vicini nell'anno 1817" (Padova, 1817) - nella quale si descrivono secondo i nascenti canoni dell'epidemiologia scientifica i dati dell'epidemia di tifo che colpì la città dalmata - e i "Cenni storici sull'isola di Poveglia e sulla sua importanza sotto l'aspetto sanitario" (Venezia, 1837) - che esalta la validità del sistema della quarantena per la prevenzione e la cura delle epidemie (Poveglia è un'isola della Laguna di Venezia, all'epoca utilizzata come lazzaretto).
Soprattutto però si ricorda il suo capolavoro: "Della peste e della publica amministrazione sanitaria" (Venezia, 1840), all'epoca considerato il testo più importante al mondo con riferimento alla storia delle epidemie di peste. È un'opera enciclopedica, che in più di 1000 pagine descrive le principali epidemie occorse, con particolare riferimento alla Dalmazia. Frari descrive le varie forme di diagnostica, i trattamenti applicabili, i risultati autoptici e i vari metodi di disinfezione, fra i quali in modo particolare la fumigazione. Il bacillo della peste (Yersinia pestis) venne scoperto solamente nel 1894, purtuttavia Frari ipotizza con oltre cinquant'anni d'anticipo l'esistenza di uno specifico germe contagioso della malattia - chiamato "germe del contagio".

## Identificazione nazionale
La figura di Angelo Antonio Frari è storicamente ritenuta collocabile nell'ambito culturale italiano. Tuttavia, in una pubblicazione del 1955 lo studioso croato Mirko Drazen Grmek ha espressamente definito Angelo Antonio Frari "primo storico della medicina croato", traducendone il nome proprio in Antun Anđeo. Tale nome non era mai stato precedentemente utilizzato, né risulta in alcun documento contemporaneo al Frari. Questa precisa identificazione etnica ha fatto presto breccia nel mondo degli storici jugoslavi prima e croati poi, fino ai giorni nostri.